# Rc (shell)
rc (abbreviazione di run commands) è l'interprete dei comandi per i sistemi operativi Unix Versione 10 e Plan 9 from Bell Labs. Somiglia alla Bourne shell, ma la sintassi è un po' più semplice.
È stato creato da Tom Duff, meglio noto per l'inusuale costrutto del linguaggio di programmazione C chiamato Duff's device.

## Caratteristiche
Rc usa delle strutture di controllo C-like invece di ALGOL-like, come quelle utilizzate dalla Bourne shell originale, eccetto che per l'utilizzo di un costrutto if not anziché else ed avere un ciclo for Bourne-like per scorrere le liste.
Su rc tutte le variabili sono liste di stringhe, cosa questa che elimina la necessità di costrutti come "$@".

## Versioni
Un port su Unix dell'rc originale è parte di Plan 9 from User Space. È disponibile anche una riscrittura di rc per sistemi operativi Unix-like fatta da Byron Rakitzi, che però ha richiesto modifiche tali da renderla incompatibile.

## Esempi
Per esempio, lo script per la shell Bourne
```
if
 
test
 
$1
 
=
 
hello
;
 
then

    
echo
 
hello,
 
world

else

    
case
 
$2
 
in

    
1
)
 
echo
 
$#
 
'hey'
 
"jude's"
$3
;;

    
2
)
 
echo
 
`
date
`
 
:
$*
:
 
:
"
$@
"
:
;;

    
*
)
 
echo
 
why
 
not
 
1
>
&
2

    
esac

    
for
 
i
 
in
 
a
 
b
 
c
;
 
do

        
echo
 
$i

    
done

fi

```

in rc si esprime con
```
if(~ $1 hello)
    echo hello, world
if not {
    switch($2) {
    case 1
        echo $#* 'hey' 'jude''s'^$3
    case 2
        echo `{date} :$"*: :$*:
    case *
        echo why not >[1=2]
    }
    for(i in a b c)
        echo $i
}

```

Dato che if e if not sono due istruzioni differenti, in casi particolari queste hanno bisogno di essere raggruppate.
Rc supporta anche pipe più dinamiche:
```
a |[2] b    # mette in pipe lo standard error di a con b - Nella shell Bourne equivale a 1>&2 |b
a <>b       # apre b come lo standard input ed error di a 
a <{b} <{c} # diventa a {standard output di b} {standard output di c}

```